# Zenit (nogometni klub)
Nogometni klub Zenit (rusko Футбольный клуб „Зенит“) je ruski nogometni klub iz Sankt Peterburga. Ustanovljen je bil 30. maja 1925 in trenutno igra v 1. ruski nogometni ligi.
Iz domačih tekmovanj drži Zenit 5 naslovov državnega prvaka in 3 naslove državnega podprvaka, 4 naslove prvaka in 3 naslove podprvaka ruskega pokala, 5 naslovov prvaka in 2 naslova podprvaka ruskega superpokala ter 1 naslov prvaka in 1 naslov podprvaka pokala ruske Premier Lige, s čimer je eden najuspešnejših ruskih nogometnih klubov. Na mednarodnih tekmovanjih pa sta Zenitova največja dosežka naslov prvaka Evropske lige sezone 2007/08 in naslov prvaka Evropskega superpokala istega leta, ko je klub vodil nizozemski selektor Dick Advocaat. Zenit pa je bil tudi trikrat v skupinskem delu Lige prvakov.
Zenitov domači stadion je Krestovski, ki sprejme 68.134 gledalcev. Barva dresov je modra. Nadimek nogometašev pa je Sine-Belo-Golubye (modro-belo-nebeško modri).